# Protestant (právo)
Protestant neboli rekvirent je účastník směnečného nebo šekového vztahu, který si nechá protestem zjišťovat protestovanou skutečnost, kterou je zpravidla nepřijetí, nezaplacení nebo jen částečné zaplacení směnky nebo neúspěšnost nebo nemožnost prezentace šeku k placení. Protestant je objednatelem protestu, z jeho popudu a pro něj se protest uskutečňuje. Protestantem bývá směnečný věřitel, šekový věřitel nebo prokuraindosatář. Protestant přijímá na závěr protestace směnky nebo šeku protestní listinu.